# The Birth of a Soul
The Birth of a Soul er en amerikansk stumfilm fra 1920 af Edwin L. Hollywood.

## Medvirkende
- Harry T. Morey som Philip Grey/Charles Drayton
- Jean Paige som Dorothy Barlow
- Charles Eldridge som Lem Barlow
- George Cooper som Joe Barlow
- Charles Kent som Hap Barlow